# Bataille de Bruyères
Seconde Guerre mondiale
Batailles
Front d'Europe de l'Ouest
- Campagnes du Danemark et de Norvège
- Bataille de France
- Bataille de Belgique
- Bataille des Pays-Bas
- Bataille d'Angleterre
- Blitz
- Opération Myrmidon
- Opération Ambassador
- Raid de Dieppe
- Sabordage de la flotte française à Toulon
- Bataille aérienne de Berlin
- Bataille de Normandie
- Débarquement de Provence
- Libération de la France
- Campagne de la ligne Siegfried
- Bataille du Benelux
- Poche de Breskens
- Bataille des Vosges (Bruyères)
- Bataille des Ardennes
- Bataille de Saint-Vith
- Siège de Bastogne
- Opération Bodenplatte
- Opération Nordwind
- Campagne de Lorraine
- Bataille d'Alsace (Forêt de la Hardt, Poche de Colmar Jebsheim)
- Campagne d'Allemagne
- Raid de Granville
- Libération d'Arnhem
- Bataille de Groningue
- Insurrection géorgienne du Texel
- Bataille de Slivice
- Capitulation allemande

Front d’Europe de l’Est

Campagnes d'Afrique, du Moyen-Orient et de Méditerranée

Bataille de l’Atlantique

Guerre du Pacifique

Guerre sino-japonaise

Théâtre américain
La bataille de Bruyères (opération Dogface) eut lieu du 14 octobre au 30 octobre 1944 aux environs de Saint-Dié-des-Vosges pendant la Seconde Guerre mondiale dans le cadre de la bataille des Vosges. Elle inclut la libération de Bruyères et le sauvetage du Bataillon perdu.

## Situation de l'armée américaine dans le secteur en septembre 1944

### Formations et parcours du Groupe de Combat442eRCT/100ebataillon d'infanterie dit d'Hawaï
Le 22 janvier 1943, la décision est prise par le département de la guerre des États-Unis de former le 442e RCT ou 442e groupe de combat composé du 442e régiment d'infanterie, du 522e bataillon d'artillerie de campagne, de la 232e compagnie du génie, d'une compagnie antichar et de diverses unités de soutien. Sa caractéristique est d'être principalement formé d'AJA (Americans of Japanese Ancestry), donc des Nippo-Américains pour la plupart Nisei, issus principalement de Californie et de Hawaï.

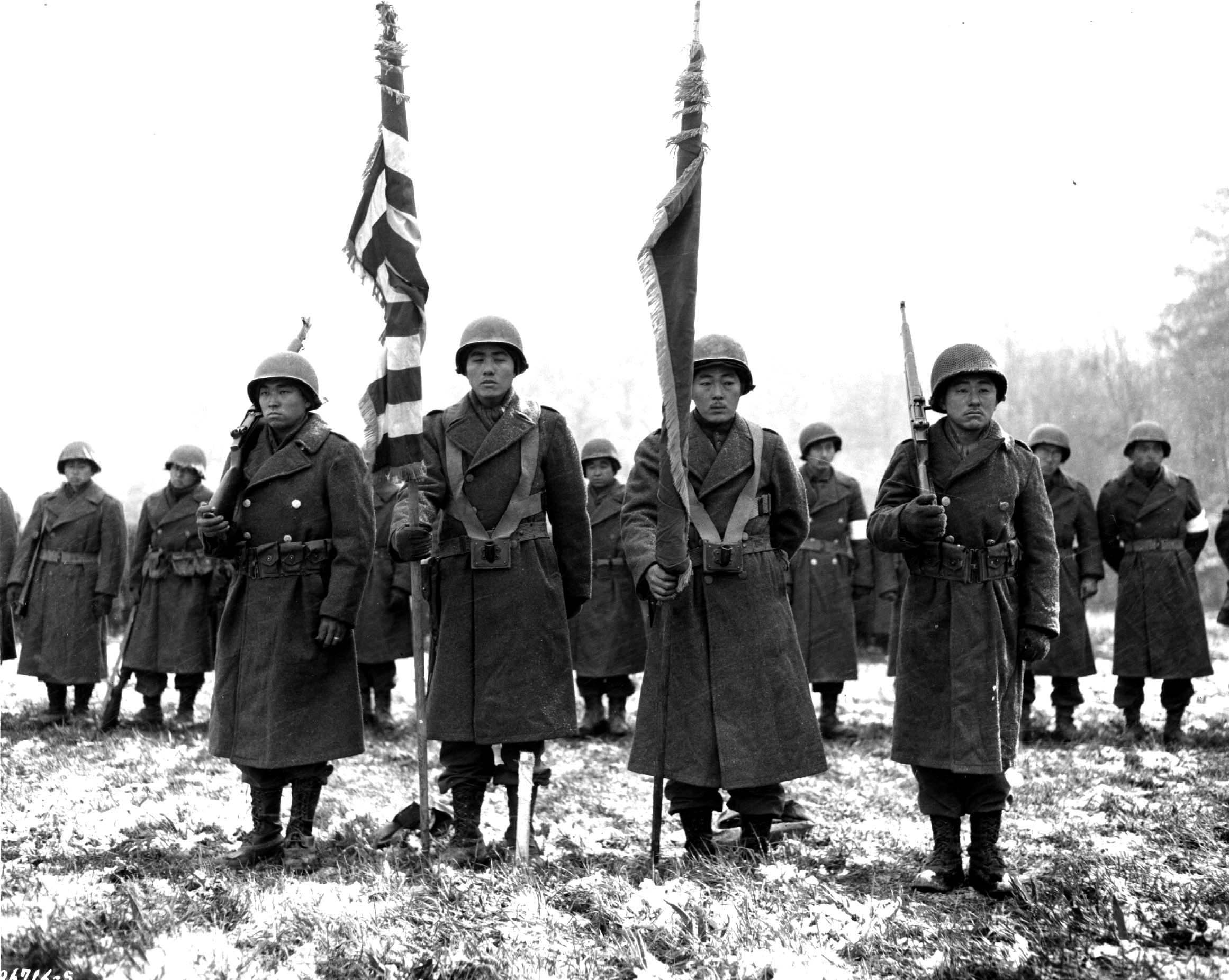
Le à Bruyères.

De septembre 1943 à janvier 1944, ils participent à la campagne de Naples-Foggia. Ils sont décimés lors de la bataille du Monte Cassino en janvier-mai 1944. En juin 1944, une fois parvenu à Civitavecchia, le 442e RCT est rattaché à la 34e division d'infanterie, à l'exception de son 1er bataillon, et le 100e bataillon d'infanterie formé en 1942 à Hawaï et composé de volontaires locaux d'origine japonaise est rattaché au 442e RCT. Le 100e bataillon n'est réellement affecté au 442e RCT qu'à partir d'août 1944 et, eu égard au nombre impressionnant de ses distinctions, il obtient l'autorisation de conserver son appellation numérique distinctive.
Le 1er bataillon reste au Camp Shelby pour encadrer la formation des nouvelles recrues nippo-américaines.
Le premier fait d'armes de la fusion du 100e bataillon et du 442e régiment d'infanterie dans le 442e RCT est la bataille du Belvédère pour laquelle il reçoit sa première "Presidential Unit Citation". En septembre 1944, on le retrouve à Rome et sur les rives de l'Arno.
De septembre 1944 à mars 1945, le groupe de combat est affecté à la Campagne du Rhin (Rhineland Campaign).
En septembre 1944, après la jonction entre les troupes alliées venues de Normandie et celles venues de Provence, la 7e armée US de Patch et la 1re armée française de De Lattre, font leur jonction sur les rives de la Moselle le 16 septembre et atteignent Bruyères dans les Vosges le 30 septembre, sous la pluie.

### Troupes américaines engagées dans les combats de Bruyères - Biffontaine
Les troupes américaines sont composées d'éléments issus
- du 100e bataillon / 442e RCT (quasiment en totalité)
- de la 36e division d'infanterie dite "Texas Division"
- de la 45e division d'infanterie

Le 100e bataillon/442e RCT était composé de :
- le 100e bataillon, dont :
  - Compagnie A,
  - Compagnie B du 752e escadron de chars,
  - Compagnie C du 636e bataillon anti-chars,
  - Compagnie D du 83e bataillon de mortiers de 120 (dite "Weapons Company")
- le 442e RCT dont :
  - le 2e bataillon
    - Compagnie E,
    - Compagnie F,
    - Compagnie G,
    - Compagnie H : compagnie d'armes lourdes (Weapons company)

  - le 3e bataillon
    - Compagnie I,
    - Compagnie J,
    - Compagnie K,
    - Compagnie L

La 36e Division d'infanterie dite "Texas Division" était représentée par :

- le 141e régiment d'infanterie

141st Infantry Regiment (United States) (en), dont
- - le 2e bataillon
  - le 3e bataillon

- le 143e régiment d'infanterie

Texas Army National Guard (en), dont
- - le 1er bataillon

La 45e Division
45th Infantry Brigade Combat Team
était représentée par :

- le 179e Régiment d'infanterie

179th Infantry Regiment (United States) (en)

## Situation de l'armée allemande dans le secteur en octobre 1944

### Structure de commandement de l'armée allemande dans le secteur de Bruyères
Début octobre 1944, la ville de Bruyères se trouve juste à la limite entre les zones d'opération de la 5e Panzer-Armee au nord et de la 19e armée au sud. Les 198e et 716e divisions d’infanterie du 64e corps d’armée sont alors sous le commandement de la 19e armée dirigée par le général Wiese, tandis que la 16e division de grenadiers et la 21e Panzer-Division du 47e corps de blindés sont sous le commandement de la 5e Panzer-Armee dirigée par le général von Manteuffel.
Du 14 au 15 octobre 1944, l'état-major de la 5e Panzer Armee et le 47e corps de blindés sont retirés du front pour être reformé en vue de la contre offensive des Ardennes, plus au nord. Le commandement allemand met alors la 16e division de grenadiers et la 21e Panzer Division sous le commandement du 89e corps d'armée précédemment déployé aux Pays-Bas. Ce 89e corps d'armée est lui-même sous le commandement de la 19e armée.
Les combats des allemands autour de Bruyères ont donc lieu sous le commandement unifié de la 19e Armée, avec ses deux corps d'armée, le 64e et le 89e, respectivement au sud et au nord de Bruyères.
C'est seulement dans la nuit du 30 octobre au 1er novembre que toute la section du front allant de Blâmont à Saint-Dié est confiée au 64e corps d’armée. L'ancien flanc sud de ce dernier, la 198e division d'infanterie, passe sous le commandement du 4e corps de campagne de l'armée de l'air.

### Unités de l’armée allemande engagées dans la bataille de Bruyères (octobre 1944)

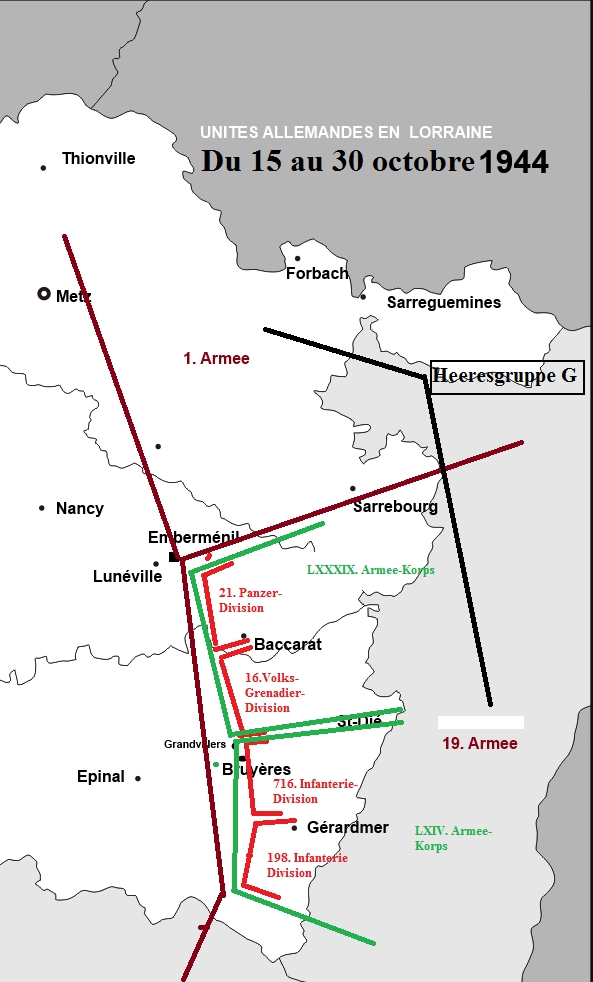
Troupes allemandes engagées dans le Nord-Est.

La composition des unités allemandes qui combattirent autour et dans la ville de Bruyères est encore plus compliquée que la structure de commandement. En septembre-octobre 1944, sur le front Ouest, à la suite de l'effondrement des armées allemandes en Normandie et de leur retraite à travers toute la France, en majorité les unités allemandes sont dans un terrible état. Pour pallier leur manque d'hommes, l'armée allemande envoie des unités d’entraînement, de police, de personnels non essentiels, de troupes de forteresse etc. aux unités allemandes qui se replient vers la frontière allemande. Par ailleurs, de nombreuses unités, décimées au cours de la retraite, ont fusionné, parfois spontanément, avec d'autres unités pour garder une capacité de combat.
Le résultat est que de nombreuses unités sont devenues des assemblages disparates de diverses unités et formations, disposant de matériel et d'un entraînement également disparates. La 716e division d'infanterie, par exemple, au centre des combats autour de Bruyères, est virtuellement anéantie dès les premiers jours suivant le Débarquement de Normandie. Elle est partiellement reconstituée près de… Perpignan, mais elle est à nouveau grandement décimée lors de la retraite des armées allemandes du Sud de la France en direction de la frontière allemande.
Ce sont finalement trois divisions qui combattent autour de Bruyères. Du nord au sud :
- la 19e division de volksgrenadiers,
- la 716e division d'infanterie, et
- la 198e division d'infanterie[10].

La 198e division d'infanterie ayant subi le même sort que la 716e dans le Sud de la France, elle est alors également un assemblage hétéroclite d'unités de sécurité, de troupes d'alarme etc..
La 19e division de volksgrenadiers, formée début octobre 1944 à partir de restes de régiments d'infanteries décimés et de troupes d’entraînements et de sécurité, n'a également pas eu beaucoup de temps pour la formation de ses troupes ni pour créer une cohésion en son sein lorsqu'elle est envoyée dans les Vosges. Aucune des trois divisions ci-dessus n'est à plein effectif et les grandes formations en place autour de Bruyères ne disposent ainsi que d'une capacité de combat limitée.
À côté de ces trois unités principales, on retrouve toute une série de troupes dépendant des corps d'armées. Parmi celles qui se retrouvent dans les combats autour de Bruyères, on peut citer :
- le Panzergrenadier-Regiment 192,
- la Schnelle Abteilung 602,
- le Grenadier-Regiment 737, qui était ce qui restait de la 338e division d'infanterie,
- le Kossaken-Grenadier-Regiment 360, et
- diverses unités de police et de forteresse[13].

Le SS Polizei Regiment 19, par exemple, est à moitié composé de policiers SS et pour l'autre moitié de soldats dont les unités ont été anéanties, et a été attaché à la 19e division de grenadiers.
La 106. Panzer Brigade est rattachée à la 198e division d'infanterie et combat autour de Cornimont jusqu'au 25 octobre 1944. Elle est ensuite envoyée entre la 16e division de volksgrenadiers et la 21e Panzer Division pour combler le trou qui s'est formé entre ces deux unités à la suite des poussées offensives de la 3e division d'infanterie américaine en direction de Baccarat.
Finalement, les Heeres Gebirgsjäger Bataillon 201 et 202 sont également rattachés à partir du 20-25 octobre à la 16e division de volksgrenadiers. Ces deux bataillons de 1 000 hommes chacun ont été formés début octobre à partir de vétérans et de remplaçants des troupes de montagne autrichiennes et bavaroises pour être envoyés dans les Vosges. Malgré la qualité du personnel, l'absence de temps pour l’entraîner et solidifier l'unité diminue sévèrement leur efficacité au combat. Toutes les unités décrites ci-dessus opérèrent tout autour de Bruyères.
Les unités qui combattirent dans Bruyères même et dans les forêts et monts autour de la ville furent principalement :
- le Grenadier-Regiment 736 de la 716e division d'infanterie ;
- le Grenadier-Regiment 221 de la 16e division de volksgrenadiers ;
- le SS Polizei Regiment attaché à la 16e division de volksgrenadiers[19] ;
- le Panzergrenadier-Regiment 192 ;
- le Grenadier-Regiment 757 ;
- le Füsilier-Bataillon 198 de la 198e division d'infanterie ;
- le Heeresgebirgsjäger-Bataillon 201 ;
- le Heeresgebirgsjäger-Bataillon 202 ;

Le tout appuyé par l'artillerie et les unités de soutien en position dans la région.

## Contexte général

### Perspective allemande
Quand l’armée américaine interroge le général Wiese en mars 1948 pour reconstituer les opérations de la 19e Armée de septembre à décembre 1944 pour l’ensemble du secteur vosgien-alsacien qui lui incombait, celui-ci explique que le commandement allemand s’attendait à une autre tactique de la part des Alliés : il pensait que les Américains attaqueraient de manière générale et continue sur un large front. S’ils l’avaient fait, dit il, les unités allemandes auraient été très vite battues. Néanmoins, la première stratégie offensive choisie par les Américains fut de progresser le long des routes montagnardes avec un fort soutien des blindés et de l’artillerie. Du coup, le général explique que « tant que ses ennemis ont suivi cette tactique, il a été possible de créer des main points de défense et il a été comparativement facile de repousser les percées de l’ennemi » malgré des pertes de terrain sévères. Dès que les Américains ont remarqué que cette tactique n’était pas efficace et qu’ils ont adopté une attaque diagonale à travers le massif vosgien, « le manque de forces armées des Allemands se fit ressentir immédiatement et de manière alarmante ». L’armée allemande perdait de plus en plus de terrain.

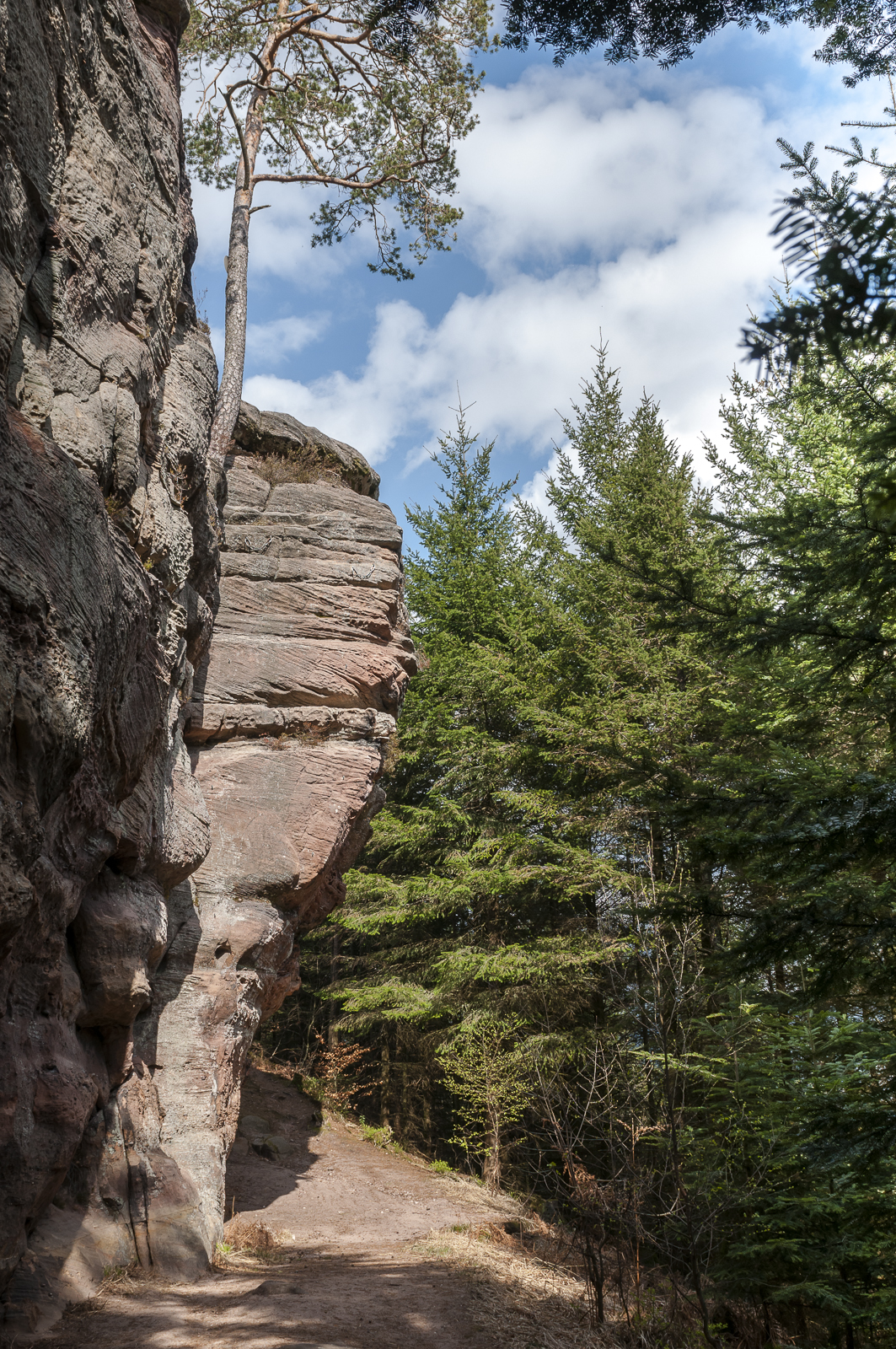
Rochers de Pointhaie.

Dans l’Histoire du Groupe d‘Armée G, il est noté pour le 18 octobre 1944 que dans le secteur d’opération du 89e corps d’armée à l’est de Frémifontaine, les Allemands ont stoppé la percée américaine de la veille et ont verrouillé l’endroit par où les Alliés voulaient faire leur percée, à savoir la route Grandvillers-Bruyères.

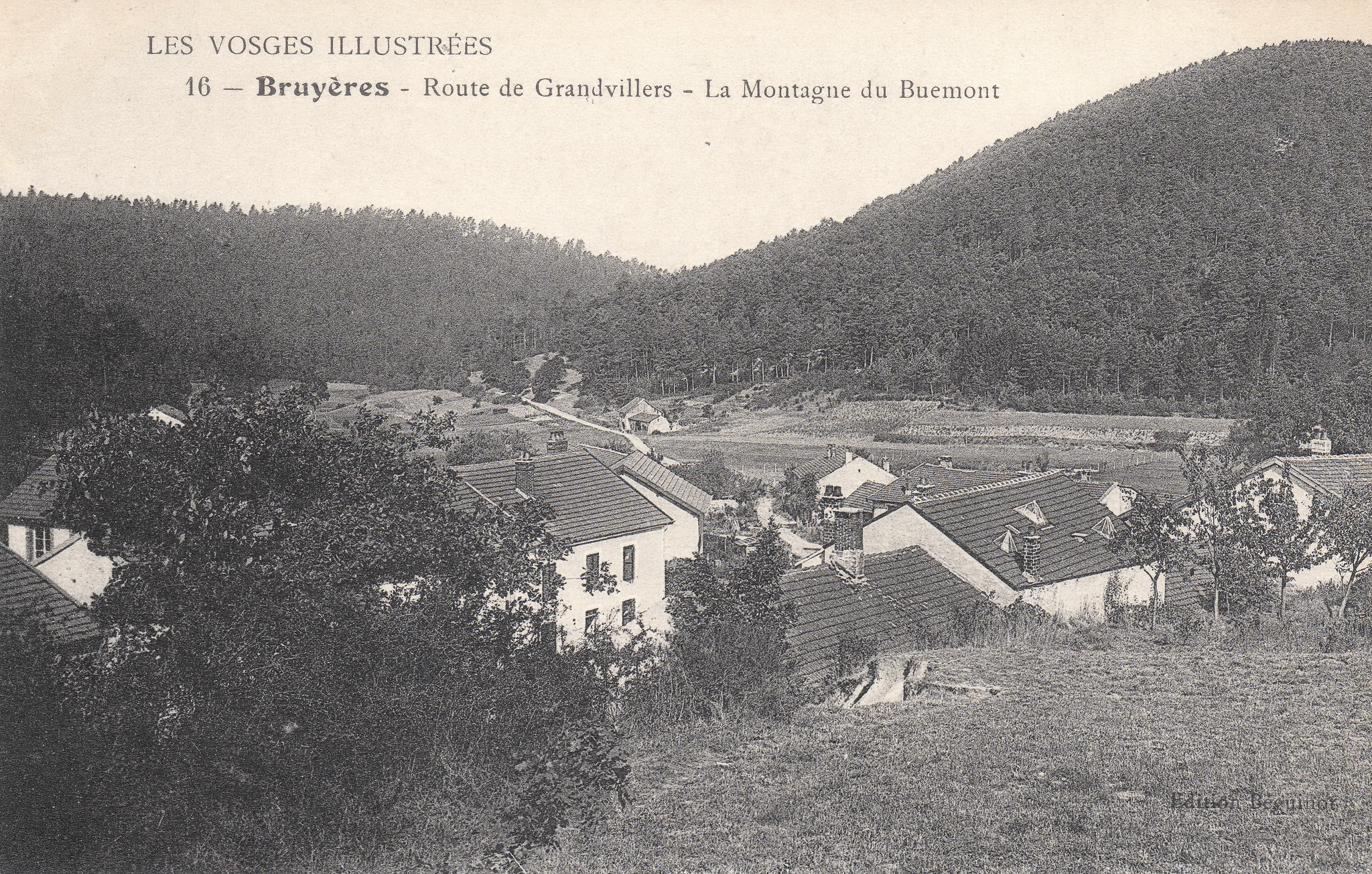
Route de Grandvillers.

On peut en déduire que les Allemands se sont solidement postés sur les deux montagnes enserrant cette route, Buémont et Pointhaie. En conséquence, les Américains durent contourner cette voie et arrivèrent du Nord-Ouest (Forêt de Faîte-Haut de l’Helledraye) avec plusieurs bataillons soutenus par des blindés d’où ils atteignirent la partie septentrionale de l’agglomération de Bruyères. D’autres unités alliées arrivèrent de Champ-le-Duc et repoussęrent la défense allemande vers l’Est. Une autre compagnie a parallèlement voulu progresser dans le massif au Nord de Jussarupt, mais elle a été déboutée par les troupes allemandes. Dans un premier temps, les Allemands crurent pouvoir reprendre Bruyères en demandant du renfort au 64e corps d’armée qui fit intervenir le régiment de Cosaques, 2e bataillon, d’environ 1 350 hommes, dans le secteur de la 198e division d’infanterie autour de Champdray - Réhaupal. Mais le haut commandement de l’armée allemand décida le 18 octobre 1944 qu’eu égard aux faibles forces qu’il pouvait engager, il était impensable de reconquérir Bruyères. Le projet fut abandonné.

### Perspective américaine

#### Stratégie initiale

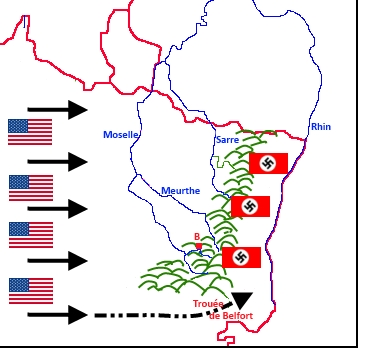
Progression plein Est des troupes américaines - B = Bruyères.

Le sauvetage d'un bataillon perdu n'est pas par nature une opération planifiée à l'avance, mais un événement imprévu, survenu dans le cadre d'une opération plus vaste. Dans le cas présent, il s'agit globalement et initialement de l' offensive américaine sur une ligne de front allant de la frontière mosellane à la frontière franco-suisse et progressant plein Est. La 7e armée US de Patch devait traverser la France pour rejoindre d'autres unités en Lorraine et le 6e corps d'armée devait opérer une poussée sur Saint-Dié.
Une fois que la 7e armée US a débarqué sur les côtes méditerranéennes le 15 août 1944, l'Opération Dragoon fut lancée. Le lieutenant général Lucian Truscott dut faire progresser son 6e corps d'armée à travers toute la France en direction du Nord-Est afin de s'emparer de la Trouée de Belfort proche de la frontière franco-germano-suisse. Pendant ce temps, la 7e Armée atteignait la rivière de la Moselle le 19 septembre 1944 mais comme pour d'autres armées et divisions américaines, elle fut ralentie dans sa progression par de sérieuses pénuries dans le ravitaillement d'une part, par une résistance acharnée des Allemands qui voyaient les Américains se rapprocher de plus en plus de la frontière allemande, d'autre part. La frontière du IIIe Reich était effectivement sur les crêtes vosgiennes et, plus au Nord, en Lorraine, sur la rive de la moyenne Moselle .

#### À partir du 29 septembre 1944

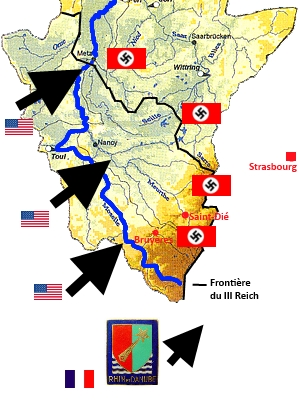
Progression nord-est vers Strasbourg.

Toutefois, le commandement américain changea sa stratégie initiale et transmit de nouveaux ordres à la 7e armée US le 29 septembre 1944 : l'attaque orientée vers l'Est sur l'ensemble du front fut abandonnée au profit d'une offensive orientée vers le Nord-Est et la ville de Strasbourg. Cette nouvelle stratégie répondait à de nouvelles donnes, mais aussi à un déplacement des lignes ou limites attribuées à chaque unité pour ses opérations. En effet, ce fut à la 1re Armée française que l'on confia la tâche de prendre la Trouée de Belfort. Du coup, les Américains s'étant fixé pour objectif principal la ville de Strasbourg comprirent qu'ils n'avaient pas d'autre choix que d'opérer quelques brèches dans le Massif vosgien, non seulement dans sa partie méridionale, dans les vallées de la Vologne, de la Meurthe et de la haute Moselle, mais aussi dans sa partie septentrionale et centrale avec les pays de Badonviller et Sarrebourg.
Les sources américaines insistent fréquemment sur le fait que la topographie accidentée et défavorable du terrain et les conditions climatiques précocement hivernales ont nettement favorisé la défense et la résistance allemande, ajoutés à ce que, par ailleurs, les commandements américains ne savaient pas vraiment à l'époque que les troupes allemandes n'étaient pas en position de force. L'origine géographique lointaine des combattants alliés et les premiers théâtres d'opération en terres méditerranéennes avaient renforcé l'impression de terres inconnues et inhospitalières chez ces soldats. En conséquence, alors que la 7e armée US avait parcouru la distance de la Provence à la Moselle en moins de quatre semaines, elle progressait parfois de seulement quelques centaines de mètres dans certains endroits du massif vosgien. Ce fut le cas à Bruyères et tout son secteur. Les journaux de bord allemands et américains relatent des combats où chacun des deux camps avance et recule pendant quelque temps, même si, finalement, les troupes américaines finiront par l'emporter.
Le 6e corps d'armée devait quant à lui s'emparer de Saint-Dié. Cet objectif des Américains tombe sous le sens : la Haute Meurthe et la ville de Saint-Dié contrôlent l'accès â certains cols vosgiens menant en Alsace. En face, la défense allemande s'arc-boutait à ce moment-là sur la rivière de la Meurthe. Il fallait ouvrir une brèche.
La 36e division américaine se vit confier la tâche de prendre et libérer Bruyères qui contrôlait l'un des accès à Saint-Dié. Le 100e/ 442e RCT arriva en France le 30 septembre 1944, et se trouva déjà sur le front le 13 octobre 1944. Le lendemain, les combats commencèrent dans les massifs entourant Bruyères.

## Déroulement des combats

### Phase 1: la prise de Bruyères

#### Localisation des combats
L'armée américaine s'est fixé quatre objectifs qui correspondent à quatre monts enserrant Bruyères dans sa partie nord. Elle les nomment "hill" (colline) et leur attribue une lettre, sur la photo de gauche à droite dans l'ordre ACBD :

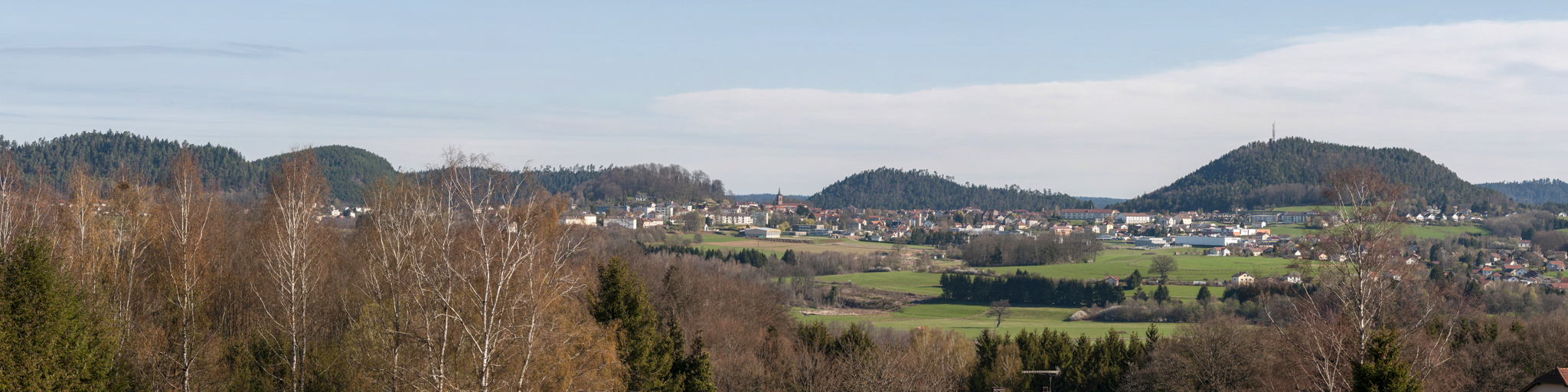
Les quatre "Hills" de la bataille de Bruyères octobre 1944.

Le 16 octobre 1944, le 100e bataillon et le 442e RCT sont dans la forêt de Faîte. Toutes les compagnies du 100e se trouvent sur les hauteurs de la Basse de l'Ane et le 442e se trouve sur le Haut de l'Helledraye (lieu où se situe aujourd'hui le Monument américain de Bruyères, cf. photographies). Ils mettent en moyenne 2,5 jours pour atteindre leur cible.
| Objectifs des troupes américaines à Bruyères |                            |                            |                         |
| Hill A                                       | Hill B                     | Hill C                     | Hill D                  |
| Montagne de Buémont 575 m                    | Colline du Château 538 m   | Mont de Pointhaie 552 m    | Mont de l'Avison 595 m  |
|                                              |                            |                            |                         |
| Objectif du 100e bn                          | Objectif du 442e reg 2e bn | Objectif du 100e bn        | Objectif du 442e 2e bn  |
| Atteint le 18 oct. 1944                      | Atteint le 18 oct. 1944    | Atteint le 19-20 oct. 1944 | Atteint le 19 oct. 1944 |

#### Événements

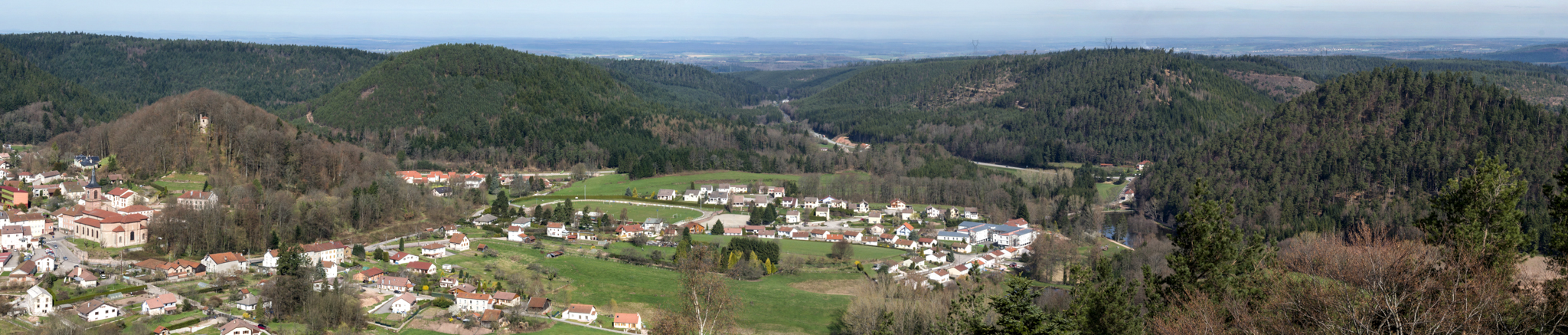
Vue à partir de l'Avison sur Pointhaie, château et Buémont.

C'est la 36e Division d'Infanterie américaine qui reçoit l'ordre de prendre Bruyères. Les collines enserrant la ville de l'Ouest au Nord-Est passaient pour être faiblement protégées. Il fallait donc tirer profit de la situation. En réalité, les défenses allemandes étaient si bien camouflées que la libération de la ville nécessita trois à quatre jours de combat. La résistance allemande dans le vallon menant de Grandvillers à Bruyères contraignit, en effet, les troupes américaines à contourner dans un premier temps les poches de résistance ennemies. Elles investirent le massif de Faîte à l'Ouest et entrèrent à Bruyères par différents endroits du Nord-Ouest au Sud-Ouest le 18 octobre 1944 et firent 143 prisonniers parmi les troupes allemandes, donc essentiellement celles qui devaient occuper Bruyères. En dehors de soldats allemands, on y recensa des Polonais, des ex-Yougoslaves, et aussi des Somaliens et des Indiens orientaux du Régiment "légion SS de l’Inde libre" alors qu'aucune source officielle allemande n'évoque la présence de ces troupes de nationalité étrangère dans les rangs de la Wehrmacht à Bruyères.
La ville de Bruyères n'était pas encore sécurisée. Les troupes allemandes se replièrent sur les sommets de Buémont ("Hill A") et Pointhaie ("Hill C"). Un jour après avoir pénétré dans la ville, les troupes américaines nettoyèrent les dernières poches de résistance pendant deux jours, les 19 et 20 octobre. Le 442e RCT avait, en effet, pris les "collines" C et D, mais ne les avaient pas sécurisées. Les Allemands purent réinvestir les lieux et riposter. La "colline" D fut prise dans la nuit du 19 octobre par les bataillons 2 et 3 auxquels on donna ensuite l’ordre de prendre un quai de chemin de fer sans penser à sécuriser la "colline" D. Lorsque le 100e bataillon commença à se déplacer vers la "colline" C le 20 octobre, les forces allemandes avaient repris la "colline" D durant la nuit. Puis le 100e bataillon fut rappelé en réserve dans Bruyères. Les Allemands en profitèrent pour réinvestir la "colline" C. Reprendre cette "colline" C causa une centaine de blessés supplémentaires aux Américains. C'est peu après que la "colline" D fut définitivement sécurisée, ainsi que la ville de Bruyères.
On demanda au Génie de démanteler les barrages routiers, de dégager les arbres et gravas des routes et voies de circulation et de déminer le champ de bataille. Après une courte pause de récupération, on ordonna au 100e bataillon de rejoindre la bataille de Biffontaine.

### Phase 2: la progression vers Biffontaine
Malgré les sérieuses réserves émises par les officiers, le 141e régiment d'infanterie de la 36e division, dite du Texas, reçut l'ordre d'avancer le 21 octobre plus à l'Est, au-delà des lignes alliées, et de prendre la colline de Biffontaine pour ouvrir l'accès à Saint-Dié. Dotées de cartes d'état-major insuffisamment précises, quatre compagnies s'égarèrent en secteur ennemi et se retrouvèrent rapidement encerclées par 700 hommes de la Wehrmacht : la moitié des soldats américains furent ainsi coupés de leur base sous le feu des canons allemands pendant deux jours.
Le 100e bataillon reçut l’ordre de prendre d’abord les secteurs en altitude, donc au-dessus de Biffontaine. Ce sont des massifs gréseux, infertiles, à fort couvert forestier, qui font partie de la Forêt de Champ et de la Forêt de Belmont-Les Poulières. L’altitude maximale est en dessous de 650 m, avec les sommets de la Vieille Corre, de la Het, de la Tête de Chétimont et de la Tête de Louvière situés sur une ligne de crête entre le col de l’Arnelle (48° 12′ 23,537″ N, 6° 46′ 17,886″ E) et le col de la Croisette (48° 13′ 22,019″ N, 6° 50′ 13,344″ E). Il devait se tenir prêt à tout moment pour investir Biffontaine en contrebas. Les combats furent rudes pendant deux jours (23-24 octobre 1944). Le 100e progressait de maison en maison. Tour à tour en position d'attaque, de défense et de contre-attaque, il fut encerclé par les forces allemandes, coupé du 442e RCT et sans support aérien. Grâce au 3e bataillon du 442e qui réussit à rejoindre le 100e, les troupes allemandes furent finalement délogées du village qui fut remis à la 36e division. De fait, le 24 octobre, le 143e régiment d’infanterie de la 36e division relaya les troupes d’assaut qui devaient se rendre à Belmont-sur-Buttant pour récupérer après neuf jours de combat sans interruption. Mais le repos fut de courte durée puisque le 100e et le 442e reçurent l’ordre d'aller au secours du 1er bataillon du 141e régiment de la 36e division, dangereusement encerclé par les Allemands à quelques kilomètres à l’Est de Biffontaine.

### Phase 3: le sauvetage du bataillon perdu
Aux États-Unis, l'encerclement du 1er bataillon du 141e régiment fait vite la une des journaux qui évoquent le "lost battalion" (le bataillon perdu). Au Sénat, un groupe de sénateurs adresse au gouvernement un message lourd de menace : « Tirez-les de là, sinon gare ! ». Aux hommes de ce bataillon, un message est envoyé : « Tenez bon… D'importants renforts viennent vous relever ». Deux premières tentatives se soldent par un échec[2]. C'est pourquoi, le général Dahlquist décide le 26 octobre d'envoyer le 442e RCT bien que ce dernier soit fatigué par dix jours de combats ininterrompus. Après une première tentative infructueuse et meurtrière, le commandant du RCT propose un repli au général qui refuse. Le combat se déroule dans le brouillard et dans le froid. Le 29 octobre, trois avions parachutent des vivres aux assiégés. Après cinq jours de combats, le 442e n'est plus qu'à 900 mètres du bataillon texan quand il se retrouve bloqué sur un flanc escarpé sous le feu des mitrailleuses allemandes. Après six jours de combats, le 442e parvient finalement à faire la jonction et à secourir les 230 hommes restants du « bataillon perdu ». Mais pour cela, 800 hommes du 442e auront été mis hors de combat[2].
Malgré les pertes importantes, le général Dahlquist ordonne au 442e de sécuriser la forêt pendant encore neuf jours. Le 442e est finalement relevé après avoir perdu plus de la moitié de son effectif. De nombreux soldats du 442e garderont longtemps après la guerre, une rancune contre le général Dahlquist et lui reprocheront son style de commandement[2]. Pour eux, les pertes importantes du 432e poussent objectivement à se demander si le sauvetage d'un bataillon ainsi perdu est pertinent si, pour ce faire, on décime un régiment.
Les États-Unis qualifièrent cette bataille de « second Cassino » et la classèrent parmi les dix plus importantes batailles de leur histoire.

## Bilan et conséquences
Pour la libération de la ville, le 442e RCT perdit 1 200 hommes sur les 2 500 engagés.
Pour sauver les 270 Texans du 141e bataillon "perdu", 800 Nisei furent mis hors de combat. Après l’assaut final vers la colline du Trappin des Saules, seuls 23 hommes sur 290 en redescendirent. Les 800 hommes hors de combat se repartissent en 117 tués, 40 portés disparus et 657 blessés. Un monument représentant l'île d'Hawaii fut érigé en souvenir. La mention des Hawaïens fut apparemment préférée à celle des Nisei, moins porteuse. Bruyères est jumelée avec Honolulu.
L'importance de cette bataille aux États-Unis est telle que la une d'un journal la relatant apparaît dans un film pour illustrer la rédemption d'un vétéran et le retour de son honneur.
Autre bilan : Une partie du volume énorme des munitions tirées sur l'ensemble des Vosges s'est fichée dans les arbres, rendant nombre de parcelles impropres à l'exploitation. Ceci décida l'ONF à construire un centre destiné au sciage des bois mitraillés. La situation centrale de Bruyères et l'importance des combats qui y eurent lieu en firent le site obligé de ce centre. Il fut construit à l'Est de Bruyères et permettait la détection et la purge du moindre éclat avant passage de la lame de scie. Il a cessé son activité au début des années 2000, sa mission s'étant révélée terminée.

## Galerie

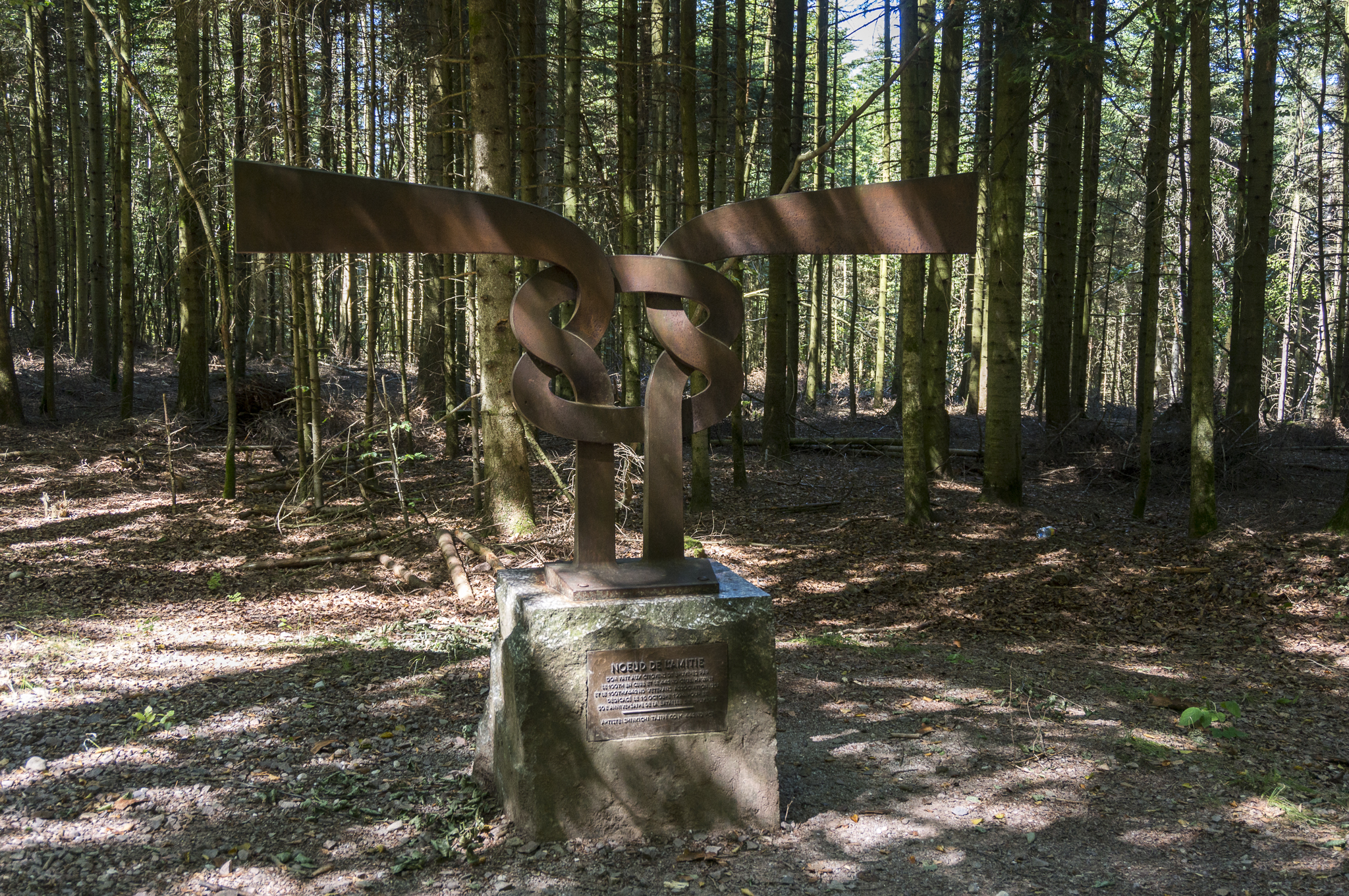
Sculpture commémorative de Sh. Tajiri, 50e anniversaire de la libération de Bruyères.
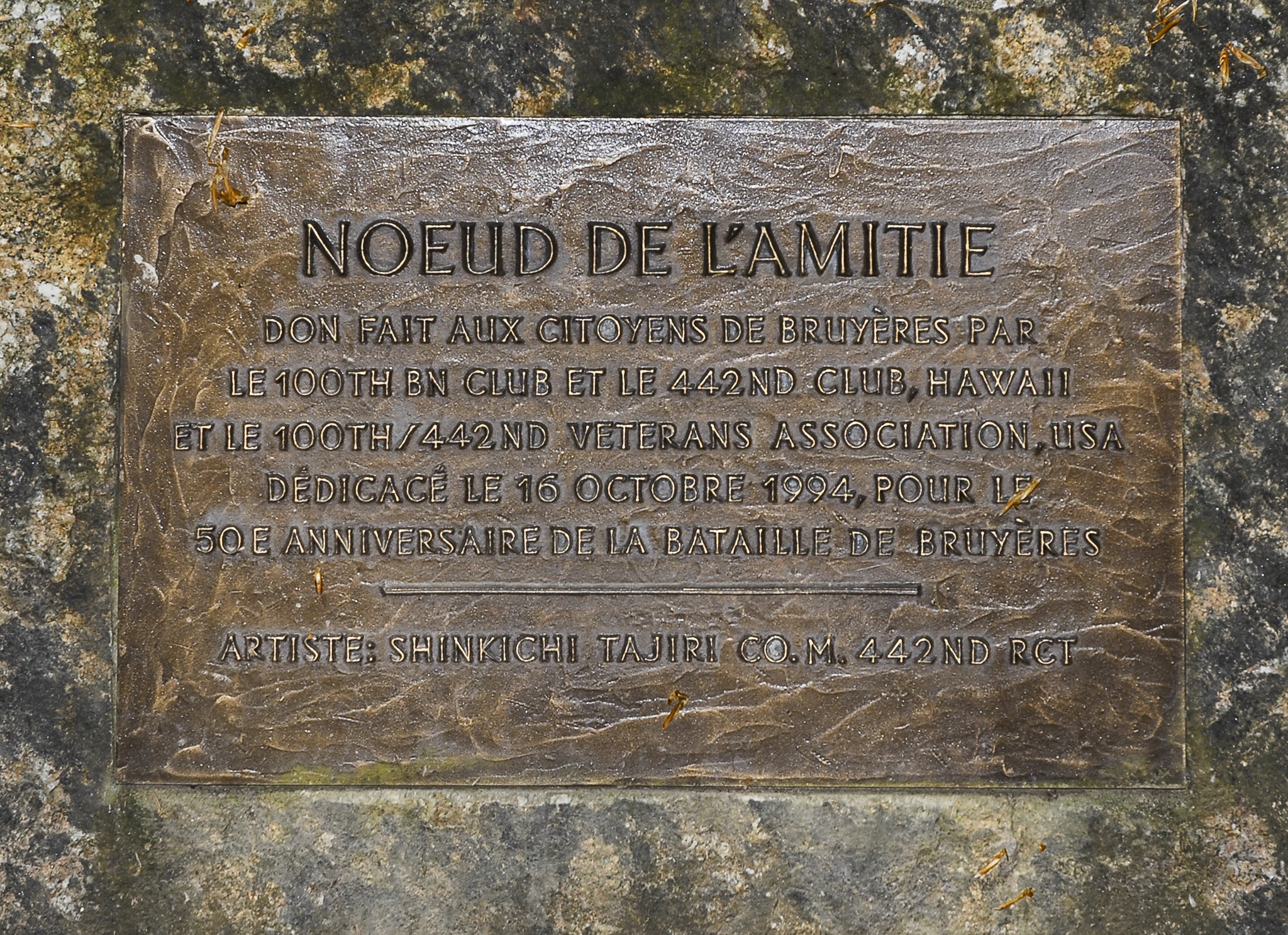
Plaque de la sculpture de Shinkichi Tajiri, "Nœud de l'amitié", 1994, du 442e régiment.
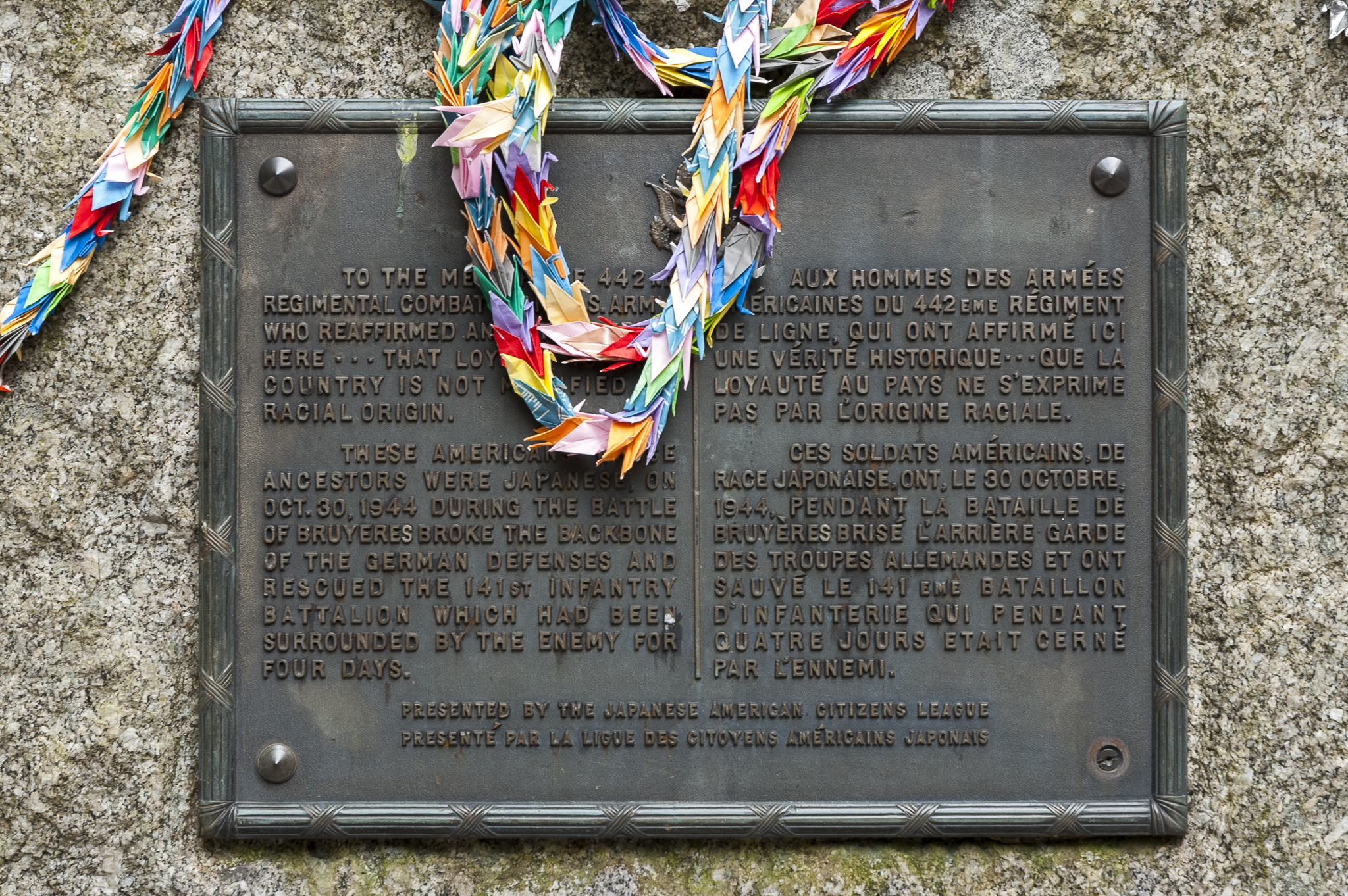
La plaque du Monument américain.
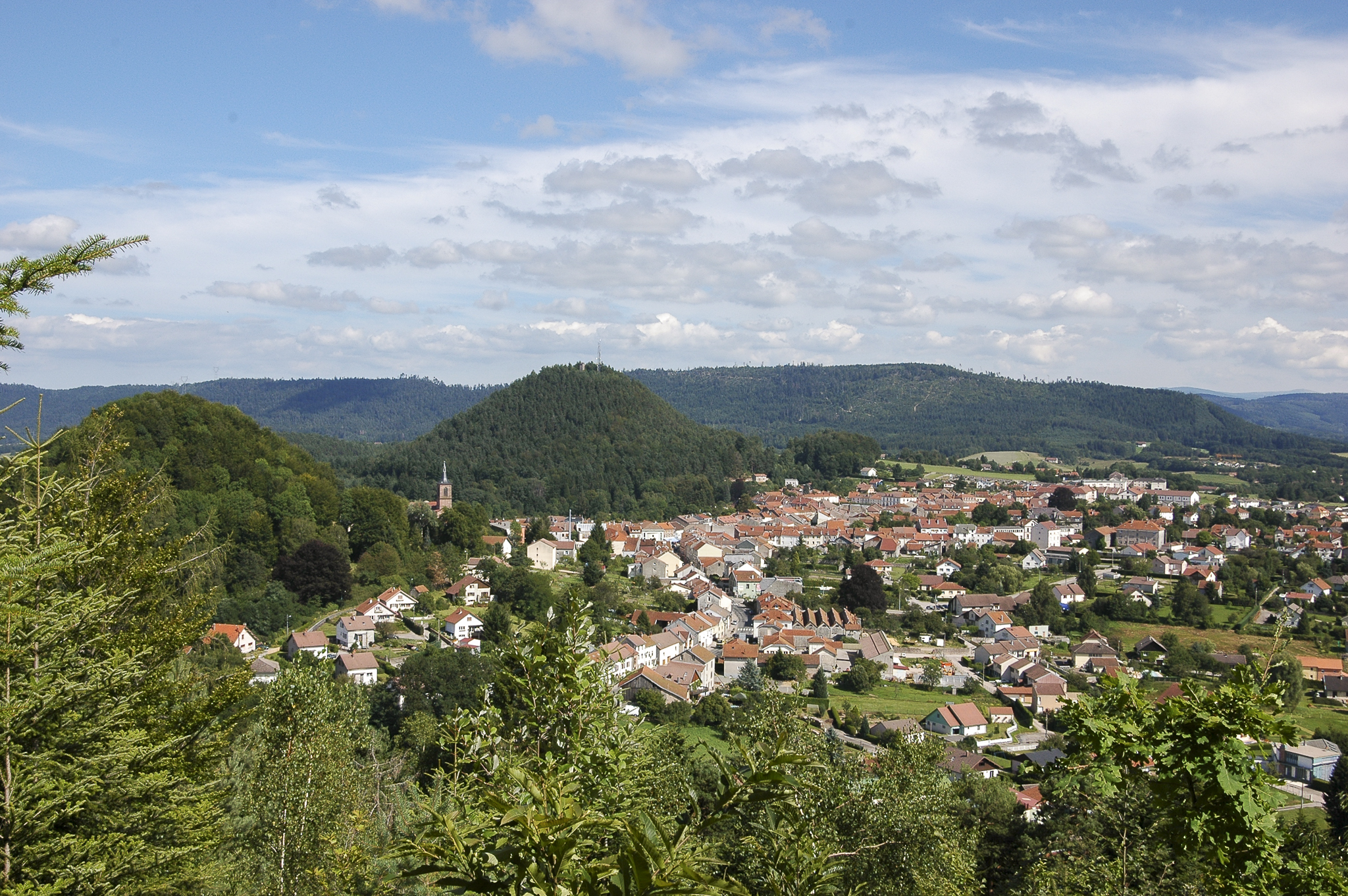
Vue sur Bruyères de la perspective des troupes américaines qui arrivent du sud-ouest.
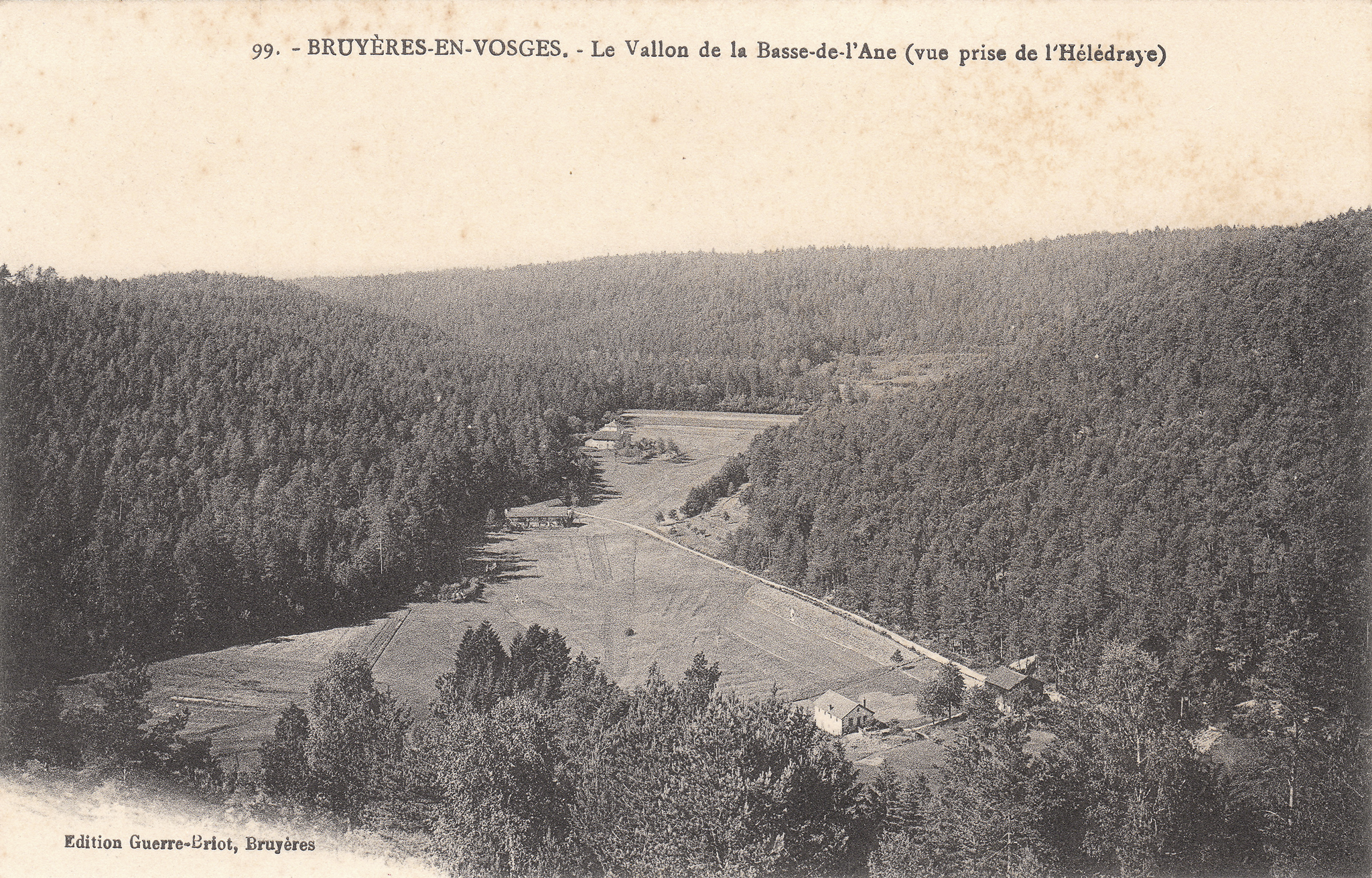
Basse de l'Ane.
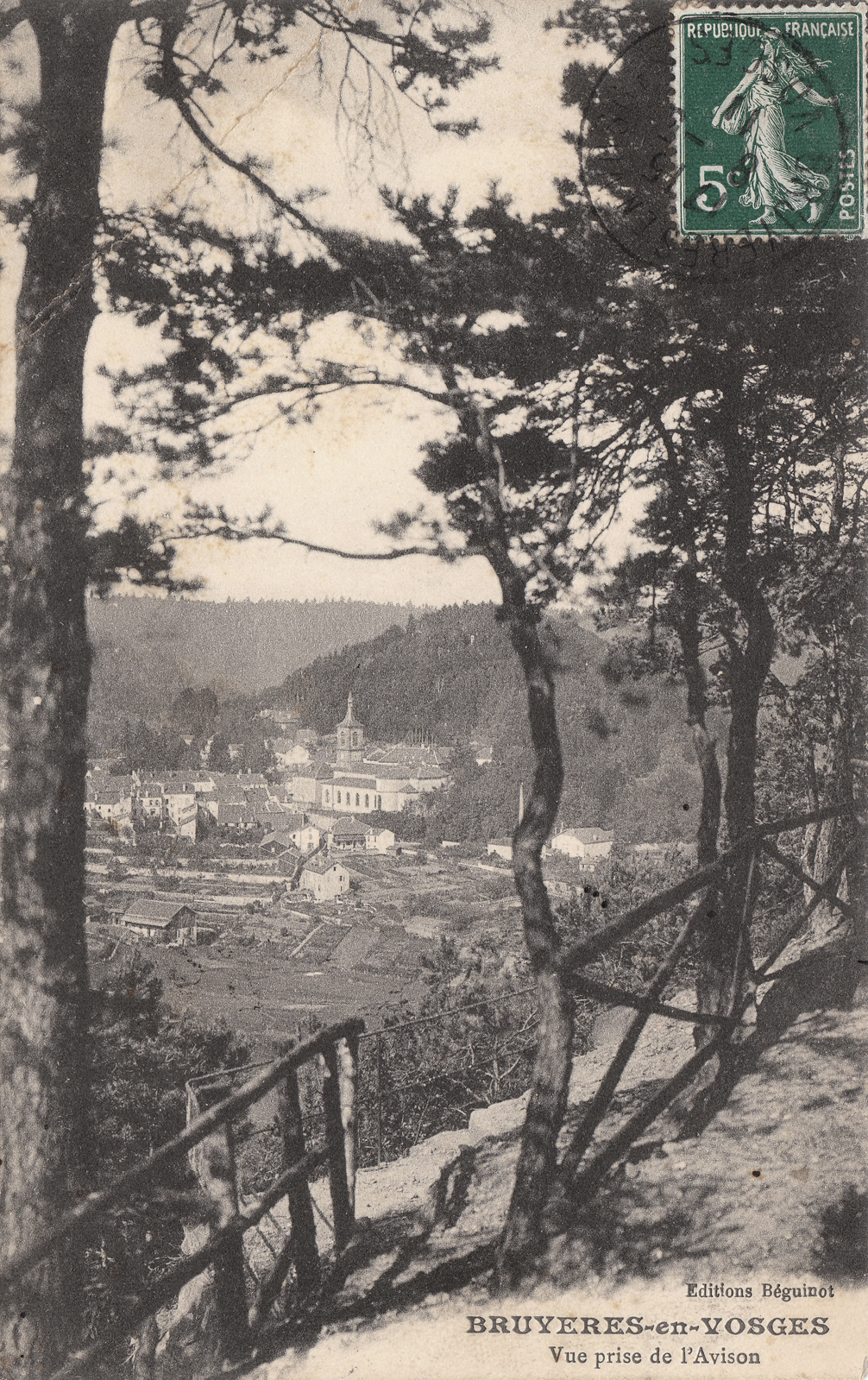
Bruyères depuis l'Avison.
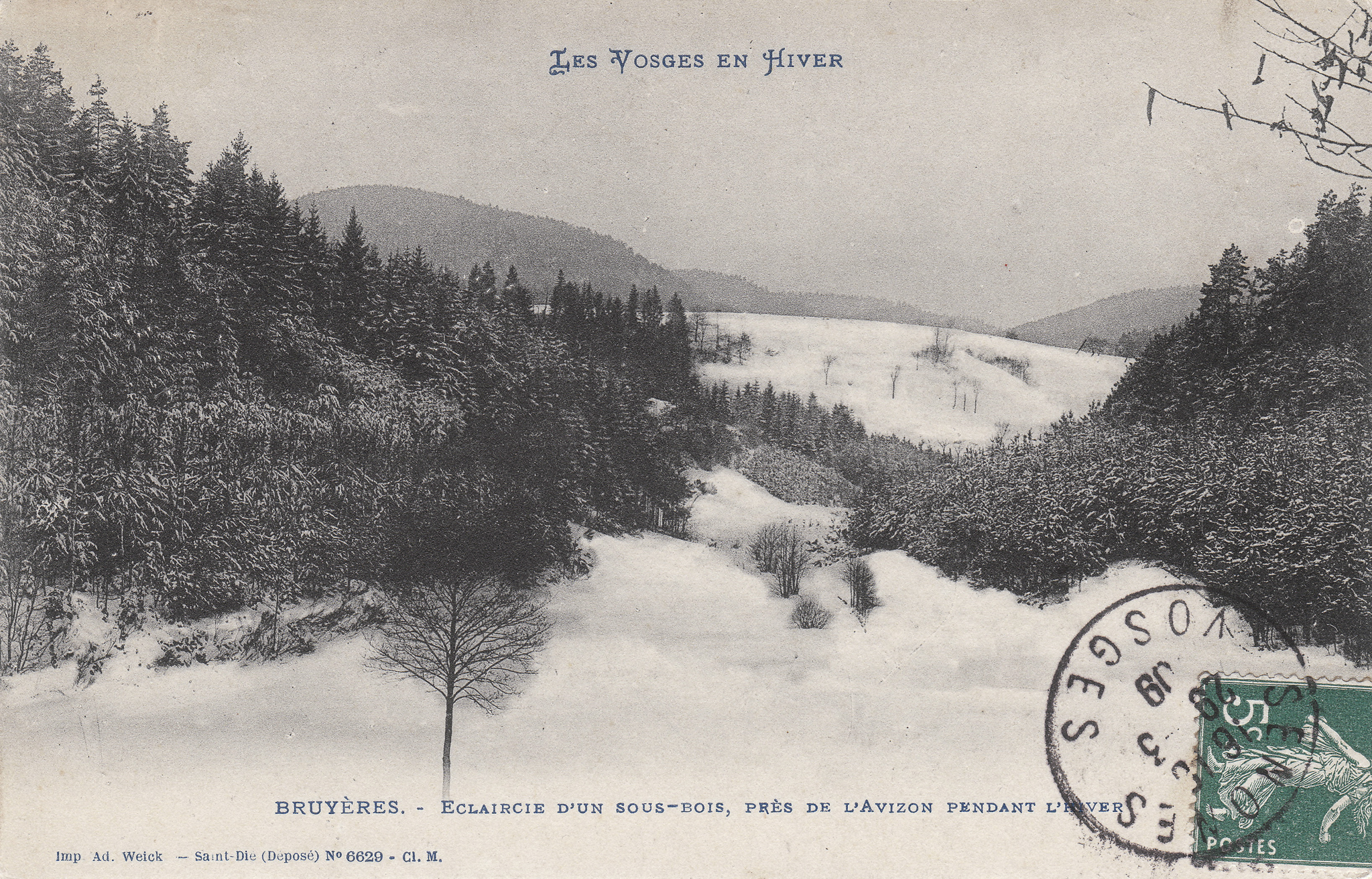
Bruyères en hiver.
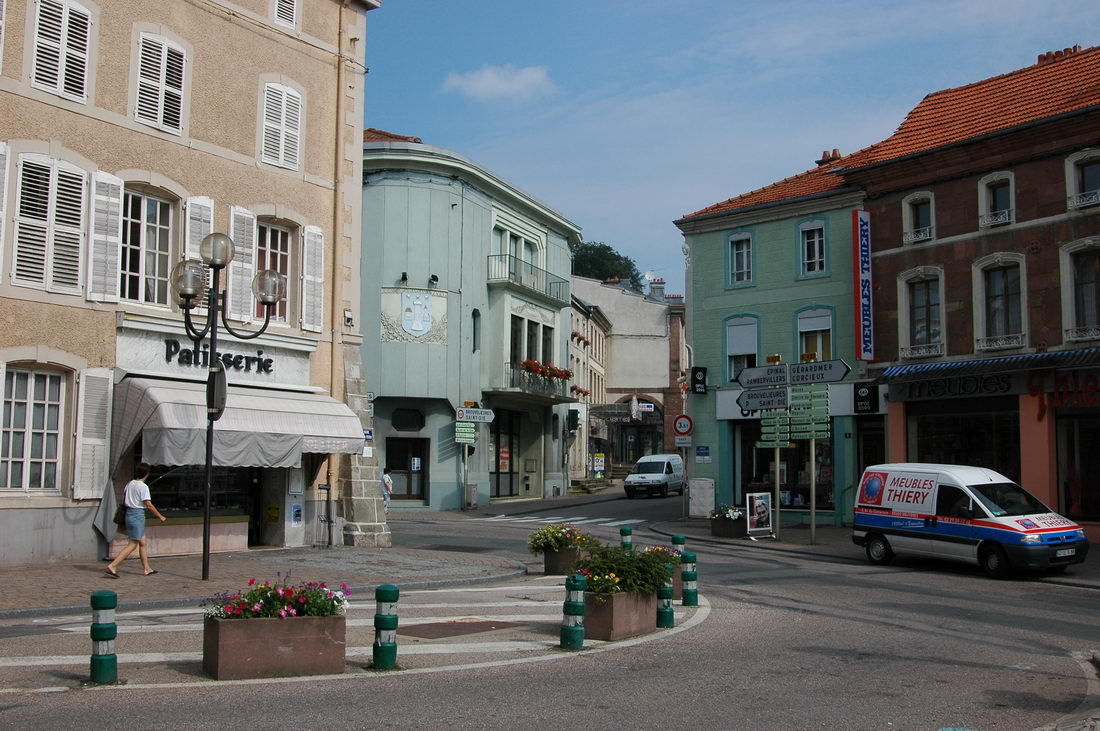
Le centre Bailleux à Bruyères.

### Ouvrages en français
- Pierre Moulin, « U.S. samouraïs en Lorraine : chronique de Bruyères en Vosges », Éditeur Vagney - 1988  (ISBN 2-907016-03-2)
- "La chevauchée de l'armée de Lattre" 1996  de Yves Buffetaut et Jean Restayn, Éditeur : Histoire et Collections   (ISBN 978-2908182590)

### Ouvrages en anglais
- Asahina, Robert. Just Americans: How Japanese Americans Won a War at Home and Abroad. New York: Gotham, 2006.
- Duus, Masayo. Unlikely Liberators: The Men of the 100th and the 442nd. Honolulu: University of Hawaii Press, 1987.
- Steidl, Franz. Lost Battalions: Going for Broke in the Vosges, Autumn 1944. Novato, CA: Presidio Press, 1997.
- Tanaka, Chester. Go for Broke: A Pictorial History of the Japanese American 100th Infantry Battalion and the 442nd Regimental Combat Team. Richmond, CA: Go for Broke, Inc., 1981. Novato, CA : Presidio Press, 1997.
- Yenne, Bill. Rising Sons: The Japanese American GIs Who Fought for the United States in World War II. New York: Thomas Dunne Books, 2007.

## Sitographie
1. 1. Sites utiles pour l’organisation de la Wehrmacht (en anglais-allemand)
  2.  Arborescence
  3.  Pour les cartes OKH
2. Sites sur la bataille de Bruyères et les unités engagées (en anglais)
  1. http://standwheretheyfought.jimdo.com/the-vosges-2009-battle-of-bruyères-and-the-relief-of-the-lost-battalion-by-the-442nd-rct/
  2. http://www.asian-nation.org/442.shtml
  3. http://goforbroke.org/ Go For Broke National Education Center
  4. https://goforbroke.org/history/unit-history/442nd-regimental-combat-team/
  5. http://library.thinkquest.org/CR0210341/lostbattalion/lostbattalion.htm
  6. http://www.homeofheroes.com/moh/nisei/index7_lost_bn.html
  7. https://web.archive.org/web/20190213234942/http://nisei.hawaii.edu/page/home
  8. Virgil R. Miller